# 义岗川镇
义岗川镇，是中华人民共和国甘肃省定西市通渭县下辖的一个乡镇级行政单位。

## 行政区划
义岗川镇下辖以下地区：
中街社区、明星村、东南村、新山村、永胜村、乔沟村、联合村、高庄村、文化村、宋庄村、八井村、寨子村、簸营村、山河村、高河村、崔岔村、新四村和悠江村。